# 3e SS-Panzerkorps
Pour les articles homonymes, voir 3e corps d'armée.
Le 3e (germanisches) SS-Panzerkorps est un corps blindé allemand de la Waffen-SS qui a combattu sur le front de l'Est pendant la Seconde Guerre mondiale. Le terme germanisches composant une partie de sa désignation lui a été accordée car ces regroupements d'unités étaient composées essentiellement de formations volontaires étrangères.

## Histoire
Le corps est formé en avril 1943 en tant que quartier général de la division SS Wiking et de la division SS Nordland. Le corps est placé sous le contrôle de l'ancien commandant de la division Wiking, le SS-Obergruppenführer Felix Steiner. Après l'entraînement, le corps participe à des opérations contre les partisans yougoslaves, avant d'être ensuite envoyé dans un secteur tranquille du groupe d'armées Nord, maintenant composé de la division Nordland et de la 4e brigade de Panzergrenadier SS Nederland. À ce stade, la Wiking avait été envoyé au sud et passait sous le contrôle de la 8e armée du groupe d'armées Sud.
Forcé de reculer par l'offensive d'hiver soviétique de 1944, le corps participe à la bataille de la tête de pont de Narva et à la bataille de la ligne Tannenberg à l'été 1944. Il s'est ensuite retiré avec le reste du groupe d'armées à travers l'Estonie et dans la péninsule de Courlande. Transféré sur le front de l'Oder et placé sous la 11e SS Panzerarmee de Steiner, le corps participe à l'opération Solstice avant d'être affecté comme corps de réserve au sein de la 3e Panzerarmee.

## Commandants
- SS-Obergruppenführer Felix Steiner (1er mai 1943 – 30 octobre 1944)
- SS-Obergruppenführer Georg Keppler (30 octobre 1944 - 4 février 1945)
- SS-Obergruppenführer Matthias Kleinheisterkamp (4 février 1945 – 11 février 1945)
- Generalleutnant Martin Unrein (11 février 1945 - 5 mars 1945)
- SS-Obergruppenführer Felix Steiner (5 mars 1945 - 8 mai 1945)

## Ordre de bataille
15 juin 1944 — Front de Narva
- 103e bataillon SS Panzer-Abteilung
- Division SS Nordland
- 20e division de grenadiers de la Waffen-SS (estonienne n° 1)
- 4e brigade de Panzergrenadier SS Nederland

16 septembre 1944
- 103e bataillon SS Panzer-Abteilung
- 11e division SS de Panzergrenadier Nordland
- 20e division grenadier de la Waffen-SS  (estonienne n° 1)
- 23e division SS de Panzergrenadier Nederland
- 27e division SS Langemarck
- 28e division SS de grenadier Wallonien (uniquement le groupement tactique)
- 11e division d'infanterie
- 300e division spéciale d'infanterie